# Градић Пејтон (Занатски центар Врачар)
Занатски центар Врачар или, како се популарно назива Градић Пејтон, се налази у близини Чубурског парка, на Врачару у Београду и састоји се од 40 занатских радњи са основом у облику саћа. Подигнут је по пројекту архитекте Ранка Радовића, 1970. године. За ово дело, Радовић је награђен Октобарском наградом Салона за урбанизам.